# FC Steinen-Höllstein

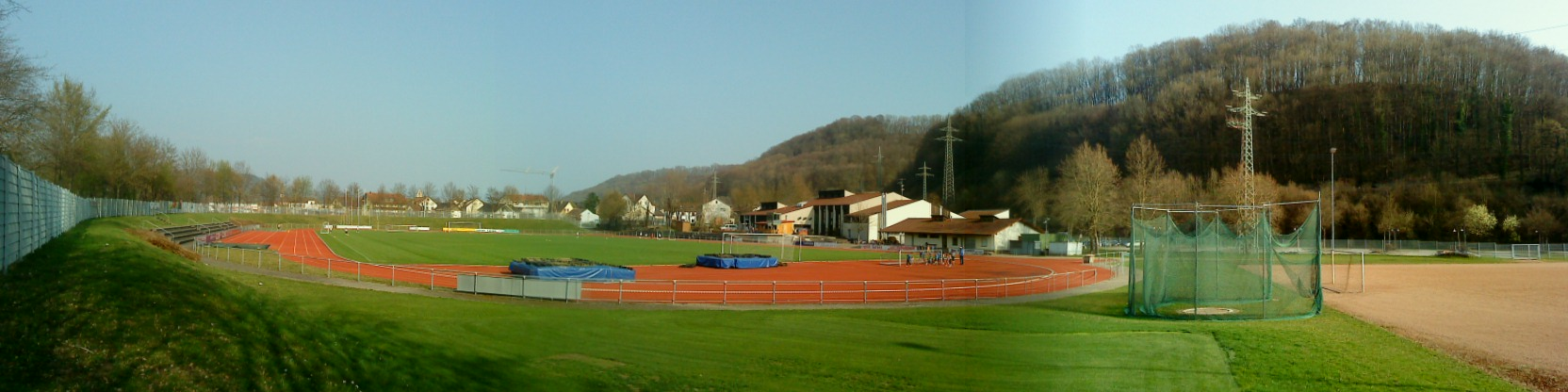
Wiesentalstadion in Höllstein

Der FC Steinen-Höllstein ist ein Fußballverein aus dem zum badischen Steinen gehörenden Ortsteil Höllstein.

## Geschichte
Der Verein entstand 1919 als Fusion des 1912 gegründeten FC Steinen und des FV Höllstein. Größere Aufmerksamkeit erlangte der Verein erstmals mit dem Aufstieg in die Verbandsliga Südbaden im Jahr 1988. Nachdem er als Neuling den 4. Tabellenplatz belegte, kämpfte der FC Steinen-Höllstein in der Folgezeit meist gegen den Abstieg. 1997 wurde der Verein überraschend Meister der Verbandsliga und stieg damit in die Oberliga Baden-Württemberg auf, der der FC Steinen-Höllstein von 1997 bis 1999 angehörte. Nach dem Abstieg aus der Oberliga spielte der Verein bis zum erneuten Abstieg im Jahr 2006 in der Verbandsliga. 2014 folgte der Abstieg in die Bezirksliga Hochrhein, 2016 jener in die Kreisliga.

## Bekannte Spieler
- Edmir Bilali: 1997–1998

## Erfolge
- Meister der Verbandsliga Südbaden 1997

## Stadion
Der FC Steinen-Höllstein trägt seine Heimspiele im Wiesental-Stadion im Wiesentalweg aus. Das zu Beginn der Spielrunde 1990/91 eröffnete Naturrasen-Stadion bietet rund 6.000 Stehplätze.